# 게리 클라크 (농구 선수)

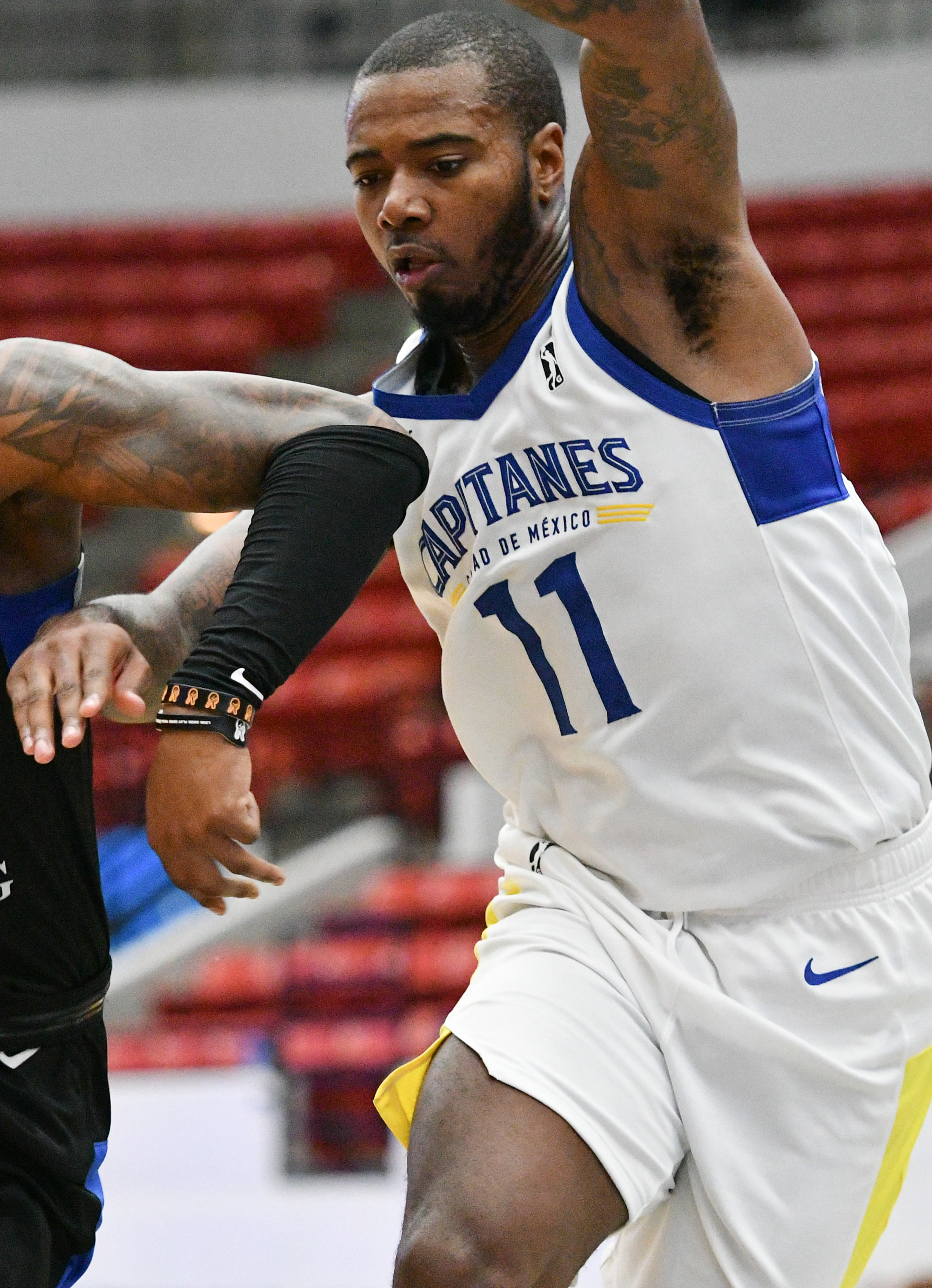
2021년 카피타네스 데 시우다드 데 멕시코에서의 모습

게리 클라크 주니어(Gary Clark Jr., 1994년 11월 16일 ~ )는 내셔널 농구 리그 (오스트레일리아)(NBL)의 일라와라 호크스에서 마지막으로 뛰었던 미국 프로 농구 선수이다. 신시내티 베어캣츠에서 대학 농구를 했으며 2017-18 시즌 미국 체육 콘퍼런스 올해의 선수로 선정되었다. 2018년 NBA 데뷔를 했으며 휴스턴 로키츠, 올랜도 매직, 덴버 너기츠, 필라델피아 세븐티식서스, 뉴올리언스 펠리컨스를 포함한 여러 팀에서 4시즌 연속 뛰었다.

## 고등학교 경력
클라크는 노스캐롤라이나 주 스미스필드에서 태어났다. 노스캐롤라이나주 클레이튼에 있는 클레이튼 고등학교에서 농구를 했으며, 그곳에서 학교의 역대 최고 득점자, 리바운더, 슛 블로커로 활약했다. 또한 쿼드러플더블을 기록한 유일한 노스캐롤라이나 고등학교 선수이기도 하다. 클라크는 ESPN에서 전체 유망주 100위, 라이벌스에서 87위, 247sports에서 90위로 선정되었다. NC 스테이트로부터 장학금 제안을 받은 후 2013년 9월 18일에 신시내티에 입단했다.